# Juan Laborde
Juan Laborde fue un actor de radio, teatro y cine argentino que nació en la ciudad de José C. Paz, partido de General Sarmiento, Argentina, el 4 de junio de 1909 y falleció el 1 de febrero de 2004 luego de una extensa carrera artística.

## Primeros años
Cuando tenía 8 años sus padres se mudaron a la ciudad de Caseros y allí comenzó a trabajar vendiendo diarios en la estación de ferrocarril. Posteriormente se trasladan a la localidad de Santos Lugares y hacia 1920 comenzó a estudiar en el colegio William Morris que se encontraba en el barrio porteño de Palermo, hasta donde iba diariamente en tren.

## Sus comienzos en la actividad artística
En 1924 comenzó a trabajar en el teatro en un conjunto llamado Culto a la Tradición, que dirigía Filomeno Acuña y participó en obras camperas en teatros y cines de la localidad. También trabajó como trapecista en el circo de los Hermanos Rivero y como animador en fiestas de teatros, clubes y sociedades de fomento. En 1930 cumple su servicio militar obligatorio en la guarnición de Campo de Mayo y en ese mismo año en ocasión de animar un festival en el Club Glorias Argentinas donde actuaba la Compañía del Trovero Rocatti Brochazos Camperos, recibe la propuesta de incorporarse a la misma y comienza así su labor en radioteatro por Radio del Pueblo. Un año después actuaba por Radio Mitre con la Compañía Teatral de Juan Carlos Chiappe y Aldo Luzzi. En 1938 trabajó con la Compañía de Raquel Notar, con la obra La Familia Farabutti en LS6 Radio El Pueblo en un elenco donde estaba, entre otras figuras, Roberto Escalada.
Era la época de oro de la radiofonía argentina durante la cual las compañías de radioteatro eran muy populares y, además de las transmisiones radiales, realizaban representaciones en cines, clubes y teatros tanto de Buenos Aires como del interior del país con una gran concurrencia de público. Entre 1942 y 1962 Laborde actuó en diversos programas junto a famosos artistas del momento, entre los cuales estaban Pedro López Lagar, Ángel Magaña, Martín Zabalúa, Virginia Luque, Milagros de la Vega, Alejandro Romay, Sara Prósperi, Amelita Vargas, Gloria Guzmán, Fernando Lamas, Malvina Pastorino, Eduardo Rudy y Olga Zubarry.

## Programas humorísticos
Desde 1944 –y durante 23 años de emisión ininterrumpida-  se transmitió por Radio El Mundo el programa humorístico Felipe, protagonizado por Luis Sandrini acompañado, entre otros, por Juan Carlos Thorry, Mangacha Gutiérrez, Tincho Zabala y Juan Laborde. En la misma radio también trabajó durante muchos años en El Relámpago, un programa cómico escrito por Miguel Coronatto Paz en cuyo elenco estaban, entre otros, Juan Carlos de Zeta, Jorge Pacini, Tincho Zabala, Cristina de los LLanos, Vicente La Russa, Mangacha Gutiérrez, Héctor Pasquali, Guido Gorgatti, Jaime Font Saravia y Jorge Fontana.

## Cine
En 1949 debutó en el cine en Yo no elegí mi vida, dirigido por Antonio Momplet. Luego actuó en El cura Lorenzo (1954) e Historia de una soga (1956),  dirigidas por Augusto César Vatteone y, finalmente, en La muerte flota en el río (1956) dirigido por Enrique De Thomas.

## Últimos años
Entre 1962 y 1978 Laborde fue jefe de ceremonial de la Municipalidad del partido de Tres de Febrero en tanto seguía ligado a la actividad artística haciendo de animador de muchísimos espectáculos, bailes y carnavales. También escribía y protagonizaba junto a su compañía Teatro de Barrio la obra de radioteatro Martín Chapelagorría en su estancia La Porfía, transmitida por una radio zonal.  
Laborde falleció el 1° de febrero de 2004 y en su homenaje lleva su nombre una sala teatral del Partido de Tres de Febrero.

## Filmografía
- La muerte flota en el río (1956) dir. Enrique De Thomas
- Historia de una soga (1956) dir. Augusto César Vatteone
- El cura Lorenzo (1954) dir. Augusto César Vatteone
- ¡Qué tiempos aquellos! (1951) (recopilación de cortometrajes) …Voz en off, él mismo.
- Yo no elegí mi vida (1949) dir. Antonio Momplet